# Bathyaulax perspicax
Bathyaulax perspicax är en stekelart som först beskrevs av Szepligeti 1905.  Bathyaulax perspicax ingår i släktet Bathyaulax och familjen bracksteklar. Inga underarter finns listade.